# Traité sur le stationnement des forces armées soviétiques en Tchécoslovaquie
Le traité sur le stationnement des forces soviétiques en Tchécoslovaquie est un traité conclu entre la République socialiste tchécoslovaque et l'Union soviétique le 16 octobre 1968 à Prague.
Ce traité s'inscrit dans le processus de normalisation en Tchécoslovaquie imposé par l'Union soviétique à la suite des évènements du Printemps de Prague et de l'invasion du pays par les forces militaires du pacte de Varsovie.

## Contexte historique
Les Soviétiques s'attachent à donner des bases juridiques internationales à leurs relations avec les autres États socialistes et aux relations entre ces États. En Europe, l'URSS signe des traités avec tous les États satellites d'Europe de l'Est. Avec la Tchécoslovaquie, Moscou signe un premier Traité d'amitié, d'assistance mutuelle et de coopération après-guerre dès 1943 avec Edvard Beneš, leader du gouvernement provisoire tchécoslovaque en exil. Ce traité est prolongé pour une durée de vingt ans par un protocole signé en 1963. 
Le Printemps de Prague et l'invasion de la Tchécoslovaquie en août 1968 par les forces de cinq pays du Pacte de Varsovie conduisent à un durcissement de la politique  de Moscou à l'égard de ses États satellites d'Europe de l'Est. Élaborée dans ce contexte, la doctrine Brejnev part du principe que l'intérêt général des pays socialistes l'emporte sur le droit de chaque pays à choisir sa voie. 
La normalisation en Tchécoslovaquie est menée sur les bases du protocole de Moscou signé le 27 août 1968, moins d'une semaine après l'entrée des troupes du pacte de Varsovie en Tchécoslovaquie. Jusqu'à cet évènement, les Soviétiques ne stationnent pas de façon permanente de forces en Tchécoslovaquie, alors qu'elles sont présentes en Hongrie, Pologne et RDA depuis la Seconde guerre mondiale. Les Soviétiques qui demeurent inquiets de l'évolution de la situation en Tchécoslovaquie décident d'y maintenir une partie de leurs troupes d'invasion. Moscou veut légaliser la présence de ses forces par la signature d'un traité,,. 
Dans cet objectif, des pourparlers ont lieu à Moscou les 3 et 4 octobre 1968 entre les dirigeants de plus haut niveau des deux pays. Du côté soviétique, Brejnev, Kossyguine et Podgorny mènent les discussions. La délégation tchécoslovaque est conduite par  Alexander Dubček qui est demeuré à son poste de Secrétaire général du Parti communiste tchécoslovaque, Oldřich Černík et Gustáv Husák. Le communiqué publié à l'issue de ces deux jours de discussions fait état de ce que l'Union soviétique et la Tchécoslovaquie « étudieraient et signeraient un traité sur le stationnement temporaire de forces alliées en Tchécoslovaquie » et que « le retrait des autres forces alliées se ferait par étapes ».  
Dans un article publié dans Le Monde, Michel Tatu considère que ce « traité sur le maintien des troupes constitue un moindre mal pour les dirigeants tchécoslovaques mais un succès pour les Soviétiques ».

## Signature et ratification
La signature du traité a lieu à Prague le 16 octobre 1968. Dans l'allocution qu'il prononce après sa signature, Kossyguine déclare d'une part que son but essentiel est de « défendre les intérêts de toute la communauté socialiste contre les menées des forces impérialistes » et d'autre part que « les communistes, instruits dans l'esprit de l'internationalisme, ne peuvent être indifférents au sort du socialisme dans d'autres États ». Cet accent mis sur la défense des intérêts de toute la communauté socialiste, principe de base de la doctrine Brejnev, constitue un nouveau rappel à l'adresse des dirigeants tchécoslovaques de l'interdiction qui leur est faite de s'écarter de l'orthodoxie communiste telle que définie par Moscou.
Le 18 octobre 1968, le traité est ratifié, après l'approbation du gouvernement, par l'Assemblée nationale de la République socialiste de Tchécoslovaquie.
Ainsi le rideau tomba sur l'un des actes du drame qu'un communiqué du gouvernement tchécoslovaque, en date du 21 août 1968, avait qualifié d'" acte d'agression perpétré pour la première fois dans l'histoire du mouvement communiste international par les armées alliées des pays socialistes contre un État dirigé par le parti communiste ".

## Termes du traité
Le traité ne définit pas de limite de durée et ne contient pas de clause de révision à l'initiative des Tchécoslovaques. Il comporte un préambule et quinze articles. 
Le préambule replace le traité dans le contexte des précédents accords intervenus entre les deux parties. Il rappelle d'abord que les deux pays se sont engagés lors de la conférence de Bratislava du 3 août 1968 à poursuivre leurs efforts « pour défendre les acquis du socialisme, renforcer la paix et la sécurité en Europe ». Il fait ensuite référence au traité d'amitié soviéto-tchécoslovaque du 12 décembre 1943. Enfin, le préambule fait référence aux accords intervenus durant les négociations qui ont eu lieu à Moscou du 23 au 26 août puis du 3 au 4 octobre 1968.
L'article 1 stipule « le gouvernement de l'URSS ... et le gouvernement de la République socialiste tchécoslovaque sont convenus qu'une partie des troupes soviétiques séjournant dans la République socialiste tchécoslovaque resteraient temporairement sur le territoire de la C.S.R. afin d'assurer la sécurité des pays de la communauté socialiste contre les visées revanchistes des forces militaristes ouest-allemandes »
L'article 1 précise aussi que « le reste des troupes de l'URSS, ainsi que les troupes de la Bulgarie, de la République démocratique allemande, de la Hongrie et de la Pologne, seront retirés du territoire tchécoslovaque conformément aux documents des pourparlers de Moscou du 23 au 26 août et du 3 au 4 octobre 1968. Le retrait de ces troupes commencera après la ratification du présent traité par les deux parties et sera effectué par étapes dans un délai de deux mois. ».
Les autres articles du traité définissent les modalités du stationnement des forces soviétiques en Tchécoslovaquie.

## Sources

## Compléments